# Fu Chunyan
Dit is een Chinese naam; de familienaam is Fu.
Fu Chunyan (Chinees: 付 春艳) (Qiqihar, 28 december 1989) is een schaatsster uit China. Ze vertegenwoordigde haar vaderland op de Olympische Winterspelen 2010 in Vancouver.

## Resultaten

### Olympische Winterspelen
| Jaar | Plaats    | Resultaten |
| ---- | --------- | ---------- |
| 2010 | Vancouver | 25e 3000 m |

### Wereldkampioenschappen
| Jaar | Plaats    | Resultaten |
| ---- | --------- | ---------- |
| 2009 | Vancouver | 20e 3000 m |

### Wereldbeker
Eindklasseringen
| Seizoen   | 1500 m | 3000/5000 m |
| --------- | ------ | ----------- |
| 2006/2007 | 51e    | 46e         |
| 2008/2009 | 45e    | 27e         |
| 2009/2010 | 43e    | 31e         |
| 2010/2011 | -      | 51e         |

### Aziatische kampioenschappen
| Jaar | 1500 m | 3000 m | 5000 m |
| ---- | ------ | ------ | ------ |
| 2009 | 6e     | 5e     | 5e     |
| 2010 | 7e     | 8e     | 5e     |

### Chinese kampioenschappen
| Jaar | 1000 m | 1500 m | 3000 m | 5000 m | all round |
| ---- | ------ | ------ | ------ | ------ | --------- |
| 2004 | -      | -      | -      | -      | 5e        |
| 2005 | -      | 5e     | Zilver | Zilver | 5e        |
| 2006 | -      | -      | -      | -      | 5e        |
| 2007 | Zilver | Brons  | Zilver | Goud   | 5e        |
| 2008 | -      | 6e     | Zilver | Zilver | Zilver    |
| 2010 | -      | Zilver | Zilver | Goud   | -         |
| 2011 | -      | -      | 5e     | -      | Brons     |
| 2012 | -      | -      | -      | -      | Goud      |
| 2014 | -      | 4e     | Zilver | -      | 6e        |
| 2015 | -      | -      | Goud   | Goud   | -         |
| 2016 | -      | 6e     | Brons  | -      | -         |

## Persoonlijke records
| Afstand    | Tijd    | Datum             | Baan           |
| ---------- | ------- | ----------------- | -------------- |
| 500 meter  | 40,59   | 21 november 2014  | Calgary        |
| 1000 meter | 1.19,20 | 27 september 2014 | Calgary        |
| 1500 meter | 2.00,12 | 19 september 2015 | Calgary        |
| 3000 meter | 4.08,52 | 11 december 2009  | Salt Lake City |
| 5000 meter | 7.17,32 | 21 november 2009  | Hamar          |